# 다퉁향

다퉁향의 위치

다퉁향(한국어: 대동향, 중국어: 大同鄉, 병음: Dàtóng Xiāng)은 중화민국 이란현의 향이다. 넓이는 657.5442km2이고, 인구는 2015년 8월 기준으로 6,086명이다.

## 지리
다퉁향은 이란현 남서단에 위치하고 서쪽은 취안터우무산, 바보크루산 및 마나오산의 능선으로 타이베이현, 타오위안시 및 신주현과 경계하고, 남쪽은 피야난 안부의 능선으로 타이중현과 경계하며, 동쪽은 중양산맥으로 난아오향과 경계하고 있다. 전형적인 산지향이며 산지 지형은 전 면적의 3분의 1에 달한다. 주민은 원주민인 아타얄족이 대부분을 차지한다.

## 역사
1920년에 전역이 다이호쿠주 라토군의 번지가 되었다. 종전 후인 1945년, 이곳을 출발하는 이란줘수이시(宜蘭濁水溪, 란양시)와 연관되어 줘수이향이 설치되었다. 1947년, 향내의 타이핑산과 연관되어 타이핑향으로 개칭되었으며 하급 행정구역으로서 7촌이 놓여졌지만 1958년, 타이중현의 타이핑향과 이름이 같은 것 때문에 다퉁향으로 고쳐졌다.